# Массовое убийство на дороге Малага-Альмерия
Массовое убийство на дороге Малага-Альмерия произошло 8 февраля 1937 года во время гражданской войны в Испании при попытке эвакуации мирного населения из испанского города Малага, который в тот момент контролировали республиканцы. В результате поражения республиканцев в ходе Малагской операции в город проникли испанские националисты и поддерживавшие их силы фашистской Италии. Не менее 15 000 мирных жителей попытались эвакуироваться из осажденного города по прибрежному шоссе N-340, соединяющему Малагу с городом Альмерия.

## Хронология
3 февраля 1937 года силы националистов, наступавшие на Малагу, наткнулись на сопротивление республиканцев в Ронде, но подавили его. 6 февраля подразделения итальянского экспедиционного корпуса волонтёров атаковали город с окружающего нагорья, что вынудило эвакуировать мирных жителей из города. 8 февраля 1937 года Малага была захвачена силами националистов. Город подвергся нападению с суши, воздуха и моря. Артиллерия и танки националистов обстреливали Малагу с суши, а итальянские и немецкие корабли и самолёты бомбили город и обстреливали его с моря.
Из-за своего географического положения вдоль южного побережья Средиземного моря и его гористых внутренних границ (Сьерра-Морена и Кордильера-Бетика) город Малага был ограничен в средствах транспорта и эвакуации. В результате тысячи жителей Малаги остались беззащитными и неподготовленными к нападениям со стороны националистов. Поэтому 8 февраля, по разным подсчётам, от 15 000 до 50 000 мирных жителей, в основном старики, женщины и дети, бежали в сторону города Альмерия, отстоявшего от Малаги почти на 200 км на северо-восток по главной прибрежной магистрали, дороге N-340 (la carretera N-340).
Поскольку шоссе находилось под прямым обстрелом артиллерии с суши и моря, а также постоянно подвергалось бомбардировкам, около 3000-5000 мирных жителей погибли по пути в Альмерию.
Те, кому удалось добраться до Альмерии, были встречены горожанами недружелюбно, поскольку те опасались приближающихся националистов (хотя городу удалось продержаться до самого конца войны). Те, кто отказались эвакуироваться из Малаги (примерно 4000 человек), часто подвергались бессудным убийствам или изнасилованиям. Одна из таких братских могил сохранилась на кладбище Сан-Рафаэль.

## Память

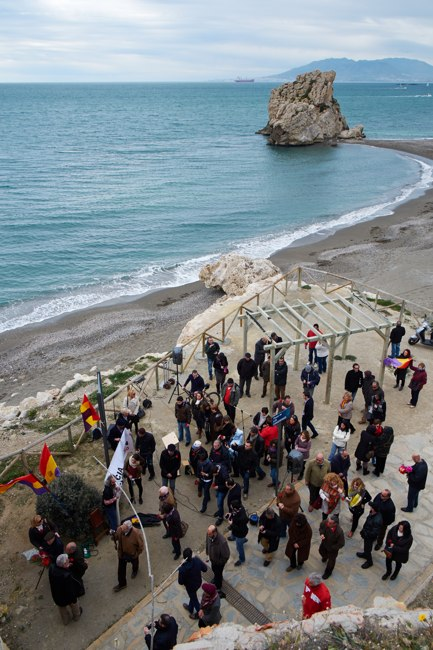
Дань уважения жертвам на дороге пляжа Пеньон-дель-Куэрво 15 февраля 2015 года.

Убийство гражданских лиц на дороге Малага-Альмерия служит мрачным напоминанием о политических, экономических, социальных и религиозных волнениях, охвативших Испанию в 20 веке.
В 2005 году в Торре-дель-Мар (примерно на полпути между Малагой и Альмерией) была совершена поминальная служба в память о жертвах массового убийства. С тех пор стало традицией ежегодно 7 февраля возлагать венок в память о погибших.